# Trouble du langage
 (janvier 2009).
Si vous disposez d'ouvrages ou d'articles de référence ou si vous connaissez des sites web de qualité traitant du thème abordé ici, merci de compléter l'article en donnant les références utiles à sa vérifiabilité et en les liant à la section « Notes et références ».
Ne doit pas être confondu avec Trouble de la communication ou Trouble de la parole.
Les troubles du langage concernent les personnes qui parlent peu ou mal, ont des difficultés pour réaliser des gestes simples, sont intelligents mais semblent mal comprendre ou mal entendre, ont de la peine à lire et à écrire, font des gestes et des mimiques à défaut du mot correspondant, sont lents et ont une scolarisation difficile, ont du mal à soutenir l'attention ou dont le comportement peut poser un problème.

## Description

### Plusieurs types de troubles

#### Aphasie
L’aphasie est définie comme une perte partielle ou complète de l’utilisation du langage consécutive à des lésions cérébrales, généralement situées dans l’hémisphère gauche du cerveau. Le plus souvent, les aphasies n’entraînent aucune altération des autres facultés cognitives (par exemple, pas de démence), ni de l’aptitude à mobiliser les muscles utilisés dans l’articulation des mots (par exemple, paralysies des muscles langagiers). Les différents types d'aphasie sont classifiés selon la région corticale endommagée (Aphasie de Broca, Aphasie de Wernicke, Aphasie de conduction, etc.), et se traduisent par des troubles spécifiques (p.ex. débit ralenti et rythme de parole haché dans le cas de l'aphasie de Broca, interversions de mots dans le cas de l'aphasie de Wernicke).

#### Dyslexie
La dyslexie est un trouble d’apprentissage spécifique, durable, du langage écrit dont l’origine est neurobiologique.
C’est un déficit de la conscience phonologique qui se manifeste par une difficulté à manipuler les sons qui composent les mots.
La dyslexie s’accompagne de difficultés :
- de mémorisation à court et à long terme ;
- de discrimination auditive et de discrimination visuelle ;
- d’analyse et de mémoire séquentielle (aller dans l’ordre) ;
- d’acquisition des automatismes de la langue écrite ;
- d’orientation dans le temps et dans l’espace  ;
- d’attention.

#### Dysphasie
La dysphasie est un trouble structurel, primaire et durable de l'apprentissage et du développement du langage oral. 
C’est un trouble plus ou moins sévère se présentant sous diverses formes : paroles indistinctes, troubles de la syntaxe, élocution sous forme de mots isolés, discours plus ou moins construits, manques de vocabulaire ou problèmes intermittents pour trouver le mot adéquat, compréhension partielle du langage oral.
La dysphasie s’accompagne de difficultés :
- d’attention ;
- d'abstraction (concrétude) ;
- de généralisation ;
- de perception du temps et de repères spatio-temporels ;
- de mémorisation ;
- de discrimination auditive ;
- de fatigabilité ;
- émotionnelles (anxiété, repli sur soi, agitation….).

#### Dyspraxie
La dyspraxie est un trouble spécifique des apprentissages se caractérisant par un trouble de l’organisation du geste.
C’est un dysfonctionnement de la coordination et de la planification des gestes (difficultés à programmer et à automatiser la coordination des gestes volontaires). 	
La dyspraxie s’accompagne de difficultés :
- de coordination des muscles et articulations ;
- du contrôle de la posture ;
- de la force et direction des mouvements ;
- d’écriture et de lecture ;
- de la structuration spatiale ;
- de rapidité (lenteur) ;
- de fatigabilité ;
- de concentration ;
- émotionnelles (anxiété, repli sur soi, agitation…).

### Prévalence
La prévalence s'élève à quatre garçons pour une fille. On évalue le nombre de cas en France à plus de 4 millions[réf. nécessaire], sans histoire médicale particulière, ni déficit sensoriel même si l'enfant présente d'apparentes difficultés, ni déficit intellectuel (l'enfant est normalement intelligent mais présente un déficit circonscrit au domaine langagier), ni trouble du comportement (même si les enfants peuvent paraître agités, peu attentifs, instables, agressifs…, preuve d'un réel mal-être relationnel face à une situation d'échec qui s'installe), ni trouble de la relation (les enfants cherchent le plus souvent à communiquer et à entrer en relation par tous les moyens à leur disposition).

## Causes
L'aphasie résulte de dommages aux régions corticales ou sous-corticales liées au langage. Ces lésions sont conséquentes d'une atteinte plus générale. Les quatre causes principales sont :
- vasculaires : les troubles aphasiques sont le plus souvent la conséquence d'un accident vasculaire-cérébrale (AVC) ou d'une hémorragie cérébrale.
- tumorales : la présence d'une tumeur dans l'hémisphère gauche du cerveau peut être la cause de l'aphasie. La gravité des symptômes est influencée par la taille de la tumeur, qu’elle soit maligne ou bénigne.
- traumatiques : l'aphasie peut apparaître à la suite d'un traumatisme crânien engendrant ainsi des lésions cérébrales. Les régions les plus souvent impliquées sont les lobes temporaux et les lobes frontaux. Les jeunes adultes, dont la plasticité cérébrale est encore marquée, forment la population la plus à risque. Ceci laisse entrevoir, en retour, une plus grande possibilité de récupération.
- dégénératives : les pathologies démentielles comme l'Alzheimer, la paralysie supranucléaire progressive, la dégénérescence corticobasale, la maladie des corps de Lewy et la maladie de Pick engendrent un affaiblissement des fonctions cognitives, parmi lesquelles figurent le langage oral et écrit. L'évolution des symptômes se rapproche de ce que l’on retrouve dans l'aphasie de Wernicke.

Dans le cas des troubles de l'acquisition du langage (dyslexie, dysphasie, dyspraxie), les causes sont mal connues. Elles ne sont pas dues à un déficit sensoriel ou intellectuel, ni à un trouble psychiatrique ou à une carence affective.
Il existe possiblement une participation génétique à ces troubles avec des formes familiales et une prévalence accrue chez les jumeaux monozygotes. L'une des mutations incriminée se trouve sur le gène FOXP2 codant une protéine intervenant dans la transcription, régulant ainsi la production d'une neurexine cérébrale.
Les personnes qui ont été exposées à l'alcool avant la naissance peuvent présenter des troubles du langage, parce que la construction de leur cerveau a été affectée par l'alcool.

## Dépistage
Test de dépistage :
- ERTL4 : épreuves de repérage des troubles du langage utilisables lors du bilan médical de l'enfant de 4 ans

Diagnostic :
- bilan orthophonique ;
- bilan ORL dont PEA (Potentiels évoqués auditifs) ;
- électroencéphalogramme ;
- IRM ;
- bilan psychométrique : QI verbal et QI performance à distinguer ;
- bilan psychiatrique.

Éventuellement :
- examen psychomoteur ;
- tests génétiques ;
- examen ophtalmologique.

Un diagnostic précoce est souhaitable pour qu'une collaboration étroite entre enseignants, rééducateurs et parents s’établisse le plus tôt possible.

## Traitement
Le traitement de la dyslexie et des autres troubles du langage passe le plus souvent par une rééducation auprès d’un orthophoniste. 

Cependant, une prise en charge spécifique et pluridisciplinaire, associant une rééducation faite par des spécialistes (ergothérapeutes, musicothérapeute, orthophonistes, psychomotriciens, psychologues…) peut être envisagée.
Il existe en France et aux États-Unis des centres qui proposent une approche pluridisciplinaire pour le traitement des déficiences posturalesdans le but d'améliorer la dyslexie.